# Jenny Rissvedsová
Jenny Rissvedsová (* 6. června 1994 Falun) je švédská cyklistka, která se věnuje cross-country. Je olympijskou vítězkou v této disciplíně z her v Rio de Janeiru 2016, kde zvítězila po individuálním úniku v posledním kole závodu. Vyhrála mistrovství Evropy MTB v individuálním závodě juniorek v roce 2012 v Moskvě a ve vyřazovacím závodě v roce 2013 v Bernu. Na mistrovství světa horských kol byla v závodě do 23 let třetí v roce 2015 ve Vallnordu a vyhrála v roce 2016 v Novém Městě na Moravě. Vyhrála celkovou klasifikaci Světového poháru 2015. Už po několikáté soutěží v České republice, a to na mezinárodním cyklistickém závodě žen Gracia Orlová. 